# Gräshakmossa
Gräshakmossa (Rhytidiadelphus squarrosus) är förmodligen Sveriges vanligaste gräsmossa i såväl gräsmattor, betesmarker som regelrätta ängar. Den känns igen på dess luckra, uppåtsträvande växtsätt; dess blomliknande grenspetsar där de triangulära, spetsiga, bakåtdragna bladen (hakar) bildar blomlika strutar. Övriga blad är mer spridda. De enskilda skotten kan bli uppemot 15 cm långa. Mossan är ljusgrön till färgen. 

## Ekologi
I gräsmattan ersätter gräshakmossa ofta gräset. Att det skulle handla om kalkbrist eller försurning, är ifrågasatt. I naturliga ängar tar gräshakmossan nästan aldrig över gräs och örter, men bildar gärna ett eget bottenskikt. Den utgör ofta en viss bekräftelse på ängens naturlighet.
Gräshakmossa har en närmast uteslutande asexuell reproduktion och sporkapslar är ovanliga.

## Övrigt
Gräshakmossan kallas endast Hakmossa i Ursing.1962. Svenska växter/ i text och bild/ Kryptogamer.
Rent språkligt kan gräshakmossan sammanblandas med Gräsmossa/-or (Brachythecium). Då de växer i ungefär samma biotoper kan de kanske också sammanblandas i praktiken, särskilt av praktiker.